# Robert Sassone
Robert Sassone (Nouméa, Nova Caledònia, 23 de novembre de 1978 – 21 de gener de 2016) va ser un ciclista francès, que fou professional entre 2000 i 2003. També competí en el ciclisme en pista.
El 2004 va estar implicat en el Cas Cofidis, un cas de dopatge que afectava aquest equip.

## Palmarès en ruta
- 2001
  - Vencedor de 2 etapes del Circuit des Mines
- 2002
  - Vencedor d'una etapa del Tour del Llemosí
- 2003
  - Vencedor d'una etapa del Tour de Poitou-Charentes

### Resultats a la Volta a Espanya
- 2000. 127è de la Classificació general

## Palmarès en pista
- 2001
  -  Campió del món de madison (amb Jérôme Neuville)
- 1998
  - 1r als Sis dies de Nouméa (amb Jean-Michel Tessier)
- 1999
  - Campió d'Europa de Madison (amb Damien Pommereau)
  - 1r als Sis dies de Nouméa (amb Christian Pierron)
- 2000
  -  Campió de França en Madison (amb Damien Pommereau)
- 2001
  -  Campió de França en Madison (amb Jean-Michel Tessier)
  - 1r als Sis dies de Nouméa (amb Jean-Michel Tessier)
- 2002
  - 1r als Sis dies de Nouméa (amb Jean-Michel Tessier)
  -  Campió de França en Madison (amb Jean-Michel Tessier)
- 2003
  - 1r als Sis dies de Nouméa (amb Jean-Michel Tessier)

### Resultats a laCopa del Món
- 2001
  - 1r a Ciutat de Mèxic, en Puntuació